# Kosanica
Kosanica (cyr. Косаница) – wieś w Czarnogórze, w gminie Pljevlja. W 2011 roku liczyła 188 mieszkańców.